# 시마야 야쓰노리
시마야 야쓰노리(일본어: 島屋 八徳, 1989년 1월 20일 ~ )는 일본의 축구 선수이다.

## 구단 경력
그는 2015년부터 2022년까지 J리그의 레노파 야마구치 FC, 도쿠시마 보르티스, 사간 도스에서 활동하였다.